# Arthur Gibson
Pour les articles homonymes, voir Gibson.
Arthur Sumner Gibson (14 juillet 1844 - 23 janvier 1927) est un international de rugby à XV qui a représenté l'Angleterre en 1871 lors du premier match international.

## Biographie
Gibson naît à Fawley, près de Southampton, le 14 juillet 1844, il y est baptisé le 11 août 1844. Il était le fils du pasteur anglican William Gibson et de sa seconde épouse Louisanna Sumner. Son grand-père maternel, Charles Richard Sumner est évêque de Llandaff, en 1826-1827, puis de Winchester de 1827 à 1868, et son grand-oncle maternel John Bird Sumner, a été archevêque de Cantorbéry de 1848 à 1862.
Arthur fait ses études secondaires au Marlborough College puis il s'inscrit au Trinity College d'Oxford en 1863 où il obtient son diplôme.
Après ses études, il s'installe comme ingénieur civil à Swinton dans le Lancashire et est affilié à l'Institution of Civil Engineers, jusqu'en 1905. Il joue au Manchester Football Club Gibson a fait ses débuts internationaux le 27 mars 1871 à Édimbourg lors du match Écosse contre Angleterre, le premier match international de rugby. Il est l'un des quatre joueurs de Manchester à être sélectionnés.
En 1884, il épouse Mary Hesketh. Ils ont trois enfants. Il meurt le 
23 janvier 1927, à 82 ans.